# CARPRIME
「CARPRIME」（カープライム）は2020年1月より運営されているYouTubeチャンネル。国産・輸入問わず自動車の長編の徹底的な解説・レビュー企画を行う。

## 概説
クルマのある日常を楽しむ全ての人へ、知的好奇心を満たすチャンネルを目指し、様々なクルマ・企画を展開している。国産・輸入車問わず長編の徹底的な解説・レビューをしているのが特徴。
運営は自動車WEBマガジン「CarMe」。

## 主な出演者
- 土屋圭市
- 河西啓介
- 五味康隆
- 大井貴之
- 大谷達也
- 河口学

## アップロードされた動画
毎回、CARPRIMEナビゲーターカワニシとゆかりのある人物や自動車が登場して、自動車とは違ったモノやコトにフォーカスして紹介する「OKカワニシのCAR POOL」、土屋圭市が新旧の車両を乗り比べて語る「土屋圭市のビンテージタイムス」、ミドルクラスからアッパークラスへ向けた”オトナ”が乗りたい車両を解説・紹介する「CARPRIME | エクスクルーシブラウンジ」、最新の車や話題の車を紹介する「CARPRIME | Cutting Edge」などの番組がアップロードされている。